# Chiesa di Santa Maria Assunta (Castelfranco Emilia)
La chiesa di Santa Maria Assunta è l'edificio religioso principale di Castelfranco Emilia, situata lungo la via Emilia.

## Storia
La chiesa fu costruita ta il 1226 e il 1232, quando Papa Gregorio IX autorizzò il trasferimento della chiesa di Santa Maria di Ambliano all'interno delle mura di Borgo Franco; inizialmente presentava un'unica navata. Nel 1578 fu elevata dal Card. Gabriele Paleotti al grado di arcipretura plebanale e di vicariato foraneo. 
Nel 1692 fu iniziata una nuova costruzione al fine di sostituire l'edificio ormai fortemente deteriorato. La nuova chiesa, terminata nel 1704, aveva già la forma attuale, seppur ancora a navata unica. L'aggiunta delle due navate laterali, ad opera di don Luigi Crespellani, avvenne con i lavori di ristrutturazione che ebbero luogo tra il 1879 e il 1887: contestualmente ai lavori, venne ingrandita l'abside, fu abbattuto il portico sul lato sud della costruzione e vennero aperte sulla facciata due nuove porte, in corrispondenza di ciascuna navata.
Nel 1914 l'architetto Edoardo Collamarini ridisegnò la facciata. Il campanile, realizzato tra il 1692 ed il 1700, venne riedificato nel 1921.
Il 5 dicembre 1987 la Chiesa viene consacrata dal card. Giacomo Biffi.

## Descrizione

### La facciata
Sulla facciata attuale possiamo leggere dei versi della Bibbia tratta dal libro del Siracide (Sir 39,17 – 24,19): “Reginae Caelesti – Quasi rosa plantata super rivos – quasi oliva speciosa in campis” (Alla Regina del Cielo – Bella: come rosa sbocciata sulle sponde dei fiumi – come pianta d'ulivo maestosa nei campi).
Insieme all'Assunta di Guido Reni, la statua della Madonna del Voto innalzata sulla colonna a fianco della chiesa parrocchiale, lungo la via Emilia, è uno dei simboli della città di Castelfranco, e rappresenta uno dei segni della devozione popolare più cari ai castelfranchesi. L'appellativo di Madonna del Voto deriva dal fatto che il monumento fu eretto in segno di ringraziamento nei confronti della Vergine, che aveva preservato Castelfranco dalla terribile pestilenza del 1630.

### L'interno

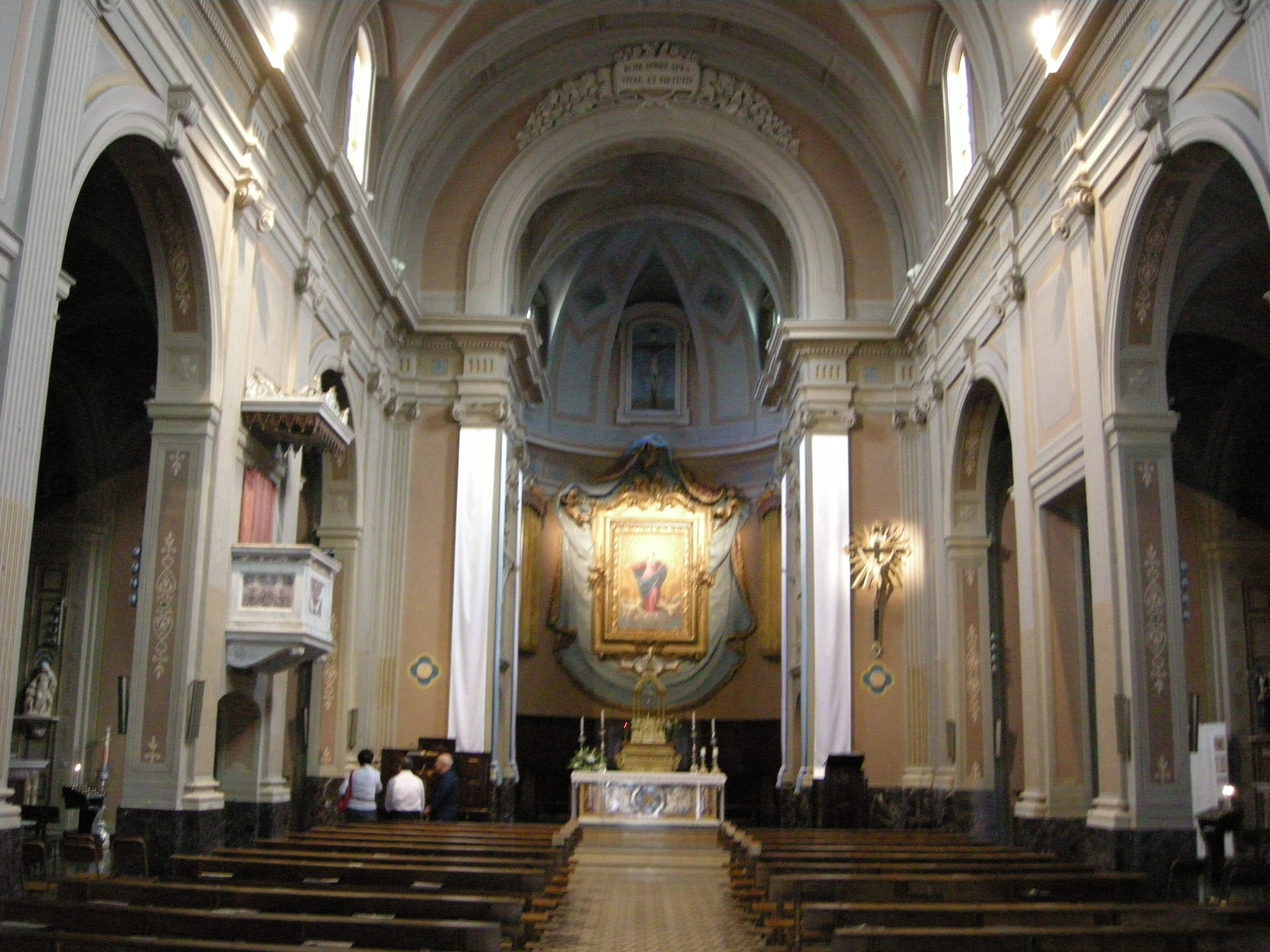
Interno

Ai lati dell'altare maggiore, poste in due nicchie, si trovano le statue di Abramo (a destra), capostipite del popolo ebraico, e di Re Davide (a sinistra), capostipite della stirpe di Maria e Giuseppe. Le opere dovute alla mano di Filippo Scandellari (1717-1801) rappresentano uno dei momenti di maggiore felicità stilistica dell'autore e della scultura barocca di ambito bolognese.
L'opera artistica di sicuro maggior pregio, è il dipinto della Beata Vergine Maria Assunta in cielo, opera del pittore bolognese Guido Reni. Tale quadro fu un dono del parroco Don Cristoforo Masini alla comunità parrocchiale. Il fratello del parroco scrisse in proposito: “di Guido Reni è la famosissima pittura dell'assunzione della Beata Vergine fatta fare nel 1627 dal dottor Cristoforo Masini, arciprete e vicario di detta terra e introdotta con solennissima processione adì 16 maggio". Nel 1797 Napoleone cercò di portarla in Francia. I castelfranchesi, consapevoli di ciò, sostituirono l'originale con una copia evitando così il furto dell'opera.
Sono opera dello scultore castelfranchese prof. Angelo Tavoni (1936-2020) i due bassorilievi nelle lunette sopra le porte d'ingresso alla chiesa, raffiguranti il battesimo di Cristo, così come il bassorilievo dell'ultima cena presente in sacrestia.
Sotto gli archi del portico, nel loggiato esterno, si trovano poi le due statue di San Geminiano e San Petronio, sempre di Tavoni, eseguite nel 1992.

#### L'altare dedicato a san Donnino
Il secondo altare sulla navata sinistra è dedicato al patrono del paese: San Donnino. Nei pressi vi è anche una statua raffigurante il santo realizzata dai fratelli Ballanti di Faenza, su commissione del Comune. Nel 1841, su richiesta dell'allora arciprete del paese, Don Marco Serrazanetti, tale statua fu donata alla parrocchia.
Sotto l'altare sono custodite le spoglie di San Prospero donate dal Papa Benedetto XIV nel 1750 ai castelfranchesi membri della confraternita del suffragio, che si erano recati in pellegrinaggio a Roma.